# リディア・トンプソン (ラグビー選手)
リディア・トンプソン（Lydia Thompson、1992年2月10日 - ）は、イングランドの女子ラグビー選手。

## プロフィール
- イングランド・スツアーブリッジ出身[1]。
- ポジションはウィング(WTB)。
- 身長 170cm、体重 72kg
- 7人制イングランド代表に選ばれたことがある[2]。
- 女子イングランド代表キャップは47（2022年12月現在）。
- 2014年W杯・2017年W杯の女子イングランド代表に選ばれたことがある。

## 略歴
2022年、ラグビーワールドカップ2021の女子イングランド代表に選ばれて、レッド・ローズ2大会連続準優勝に貢献。